# Elephant Island (Gambia)
Elephant Island ist neben Janjanbureh Island eine der beiden größten Binneninseln des Gambia-Flusses im westafrikanischen Staat Gambia.

## Geographie
Die ungefähr 6,7 Kilometer lange und 2,3 Kilometer breite Insel liegt rund 155 Fluss-Kilometer flussaufwärts von Banjul. Der Gambia verengt sich hier auf eine Breite von etwa 500 Meter und ist ungefähr 18 Meter tief. Die Insel liegt in der Übergangszone zwischen Brack- und Süßwasser; hier geht der Mangrovenwald in Bambus- und Reisfelder über.
Eine größere Population der heute in Gambia eher seltenen Flusspferde mit ungefähr 100 Tieren lebt oberhalb der Insel.
Am Nordufer des Gambia liegt der Ort Bambali.